# Anne Richard
Pour les articles homonymes, voir Richard.
Anne Richard est une actrice et scénariste suisse née le 12 octobre 1968 à Lausanne.

## Biographie
Anne Richard est la fille de Claude et Marianne Richard, née Martinoli. Ils se sont mariés en 1958. Son frère Jean-Marc Richard est animateur et présentateur à la Radio télévision suisse et commente notamment pour cette chaîne le Concours Eurovision de la chanson depuis 1998. Son père effectue un apprentissage d'employé de commerce et il fait carrière à La Suisse Assurances où il finit sous-directeur, mais prend une retraite anticipée à 57 ans à la suite d'une alerte cardiaque pour profiter de la vie. Sa mère est très engagée dans le bénévolat et elle s'est occupée notamment des malades atteints du sida. Ses grands-parents paternels sont Charles et Cécile Richard, née Tzault. Son grand-père maternel, du nom de famille Martinoli, qui a eu une petite entreprise de peinture en bâtiment, est venu d'Italie du Nord et a épousé Lucette Blanc. Sa tante Sylvia était la compagne d'Henri-Charles Tauxe,.
Elle effectue ses études au Gymnase de la Cité à Lausanne en section langues étrangères pendant trois ans.
Anne Richard quitte la Suisse à l'âge de 19 ans pour Paris, afin de devenir actrice, une vocation née dans l'enfance grâce à sa mère, bien qu'elle ne vienne pas d'un milieu artistique.

### Carrière
Anne Richard fait une apparition dans le clip Je te promets (1986) de Johnny Hallyday.
Si le grand public la connaît à travers son rôle de la juge Nadia Linz, dans la série phare de France 2, Boulevard du Palais (1999-2016),, Anne Richard s’est aussi illustrée au théâtre en jouant notamment Agatha (2004) de Marguerite Duras, et en reprenant le rôle joué par Jane Fonda dans On achève bien les chevaux dans une mise en scène de Robert Hossein.
En 2009, elle sort un double album pour enfants aux éditions Éponymes, Anne Richard raconte ses plus belles histoires d'animaux, où elle narre les aventures de Pierre et le Loup, du Vilain Petit Canard ou encore des Trois Petits Cochons.
De 2013 à 2015, elle sort six double livres-CD aux éditions Carpentier, écrits et racontés par elle puis en 2017, deux livres-CD Martin et les larmes de sirène et Petit prince des rues.

### Vie privée
Anne Richard et son frère Jean-Marc Richard ont partagé les planches le temps d'une pièce en 2004. Elle était pendant plus de quinze ans en couple avec l'attaché de presse et chroniqueur média Fabien Lecœuvre. Ils sont séparés depuis 2022.

## Filmographie

### Actrice

#### Cinéma
- 1988 : Encore de Paul Vecchiali
- 1990 : Après après-demain de Gérard Frot-Coutaz
- 1991 : Mocky Story de Jean-Pierre Mocky
- 1994 : Dernier Stade de Christian Zerbib
- 1995 : Les filles du Lido de Jean Sagols
- 1997 : Juge et partie de Jacques Malaterre
- 1997 : Colère d'une mère de Jacques Malaterre
- 1998 : D'or et d'oublis d'Yvan Butler
- 2012 : Le Nez dans le ruisseau de Christophe Chevalier

#### Court métrage
- 2011 : Tirages en série de Kevin Haefelin

#### Télévision
- 1989 : La Comtesse de Charny de Marion Sarraut : Une paysanne amoureuse d'un aristocrate ; Catherine Billot
- 1989 : Un privé au soleil de Philippe Niang
- 1990 : La Vierge noire d'Igaal Niddam
- 1991 : Aldo tous risques : Carola, corps de ballet
- 1994 : Florence Larrieu, le juge est une femme : Marion (épisode Le Secret de Marion)
- 1994 : L'Instit de Christian Karcher : Anna (saison 3, épisode 2 : Samson l'innocent)
- 1995 : Les Filles du Lido de Jean Sagols
- 1996 : Théo la tendresse d'Yves Amoureux
- 1997 : Mauvaises Affaires de Jean-Louis Bertuccelli
- 1997 : La Colère d'une mère de Jacques Malaterre
- 1999 - 2017 : Boulevard du Palais : La juge Nadia Lintz
- 1999 : Une sirène dans la nuit de Luc Boland
- 2000 : B.R.I.G.A.D. : Corinne Courtel, une prisonnière évadée (saison 1, épisode 3 :  Deux filles en cavale)
- 2002 : Newsman d'Yvan Butler
- 2002 : L'Amour interdit de Jacques Malaterre
- 2004 : La Peine d'une mère de Gilles Béhat
- 2009 : Un viol de Marion Sarraut
- 2010 : Chateaubriand de Pierre Aknine
- 2010 : Les Châtaigniers du désert de Caroline Huppert
- 2012 : Camping Paradis d'Éric Duret : Valérie (saison 3, épisode 6 : Les jeux de l’amour)
- 2013 : Commissaire Magellan d'Étienne Dhaene : Bénédicte (épisode Chasse gardée)
- 2014 : Piège blanc d'Abel Ferry
- 2015 : Meurtres à l'île d'Yeu de François Guérin : Isabelle Bonnefoy
- 2020 : Cassandre : Christine Bauer (saison 4, épisode 2 : Secret assassin)
- 2020 : Commissaire Magellan : Delphine Blommel (épisode Frères d'armes)
- 2024 : En haute mer de Denis Rabaglia pour la RTS[10]. : Hélène Morand

### Scénariste
- 1994 : Dernier Stade de Christian Zerbib
- 2002 : L'Amour interdit (téléfilm) de Jacques Malaterre

### Doublage
- 2006 : Le Petit Monde de Charlotte : Phyllis Arable (Essie Davis)

## Théâtre
- 2004 : On achève bien les chevaux, mise en scène Robert Hossein
- 2004 : Agatha de Marguerite Duras, mise en scène Jacques Malaterre aux côtés de son frère Jean-Marc Richard
- 2007 : Pierre et le loup avec son frère Jean-Marc Richard
- 2008 : Jeanne d'Arc au bûcher d'Arthur Honegger, Auditorium Stravinsky de Montreux - Jeanne d'Arc
- 2009 : Réveillon d'été d'Isabelle de Toledo, mise en scène Annick Blancheteau et Jean Mourière, théâtre Michel
- 2012 : Les Saisons, spectacle musical avec l'Ensemble de Cuivre Jurassien et l'Ensemble Vocal Evoca sous la baguette de Blaise Héritier
- 2013 : Blanc & Black, spectacle musical avec l'Ensemble de cuivre jurassien et l'Ensemble vocal Evoca sous la baguette de Blaise Héritier
- 2016 : Coiffure et confidences de Robert Harling, mise en scène Dominique Guillo, Théâtre Michel
- 2018 : Madame Fouquet d'Anne de Caumont La Force, mise en scène Daniel Besse, festival off d'Avignon
- 2019 : Faut que ça change d'Éric Le Roch, mise en scène de l'auteur, tournée
- 2021 : Coupable(s) de Jean-Paul Lilienfeld, mise en scène Frédéric Fage, festival off d'Avignon
- 2023 : Rentrée 42 de Xavier Lemaire et Pierre Olivier Scotto, Festival Off Avignon, tournée
- 2025 : Le Bonheur conjugal de Léon Tolstoï, mise en scène Françoise Petit, Théâtre de Poche-Montparnasse

## Livres audio

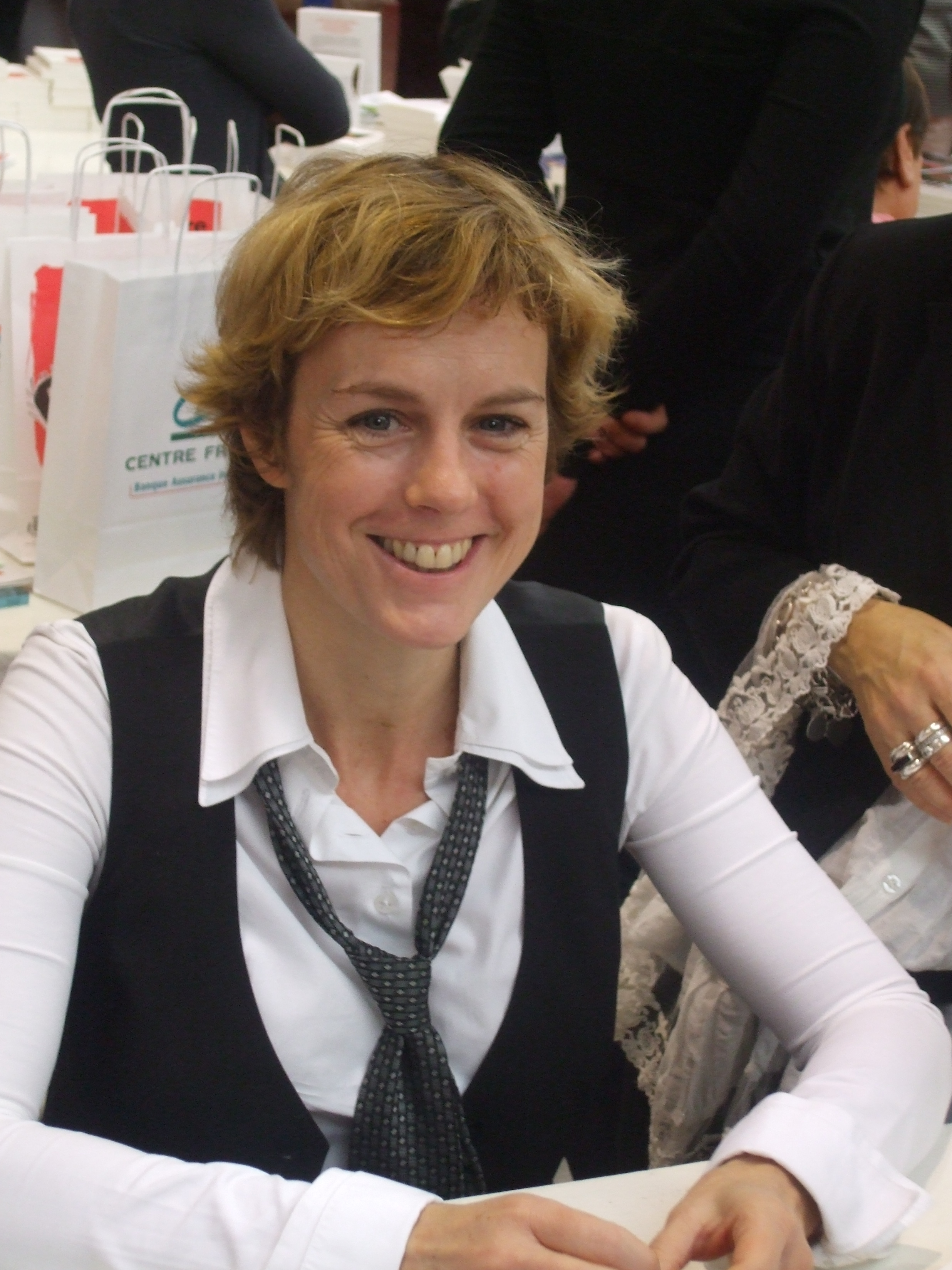
Anne Richard à la foire du livre 2010 de Brive-la-Gaillarde.

Anne Richard est l’autrice de plusieurs romans de littérature jeunesse, qu’elle enregistre en livre audio et qui sont publiés en livre-CD.
- 2010 : Anne Richard raconte ses plus belles histoires d'animaux et de princes et de princesses, contes pour enfants, Éponymes (distribution)
- 2013-2016 : 6 double livre-CD, éditions Carpentier
- 2017 : Martin et les larmes de sirène et Petit Prince des rues, livre-CD pour enfants, Éditions du Rocher
- 2018 : L'écureuil et le haut chêne écrit et raconté par Anne Richard, livre-CD pour enfants, Éditions du Rocher

## Distinctions
- 1993 : prix de la meilleure interprétation féminine du festival de Florence pour le film Dernier Stade, réalisé par Christian Zerbib.
- Anne Richard est membre de l'Académie Alphonse-Allais.

## Divers
Le 25 mars 2011, à la Cité de la voile Éric Tabarly (Lorient, France), Anne Richard baptise le multicoque Race for Water, qui est le premier spécimen de la flotte des trimarans MOD70 et bateau ambassadeur de l'expédition Race for Water de 2015, visant à mesurer la pollution plastique en mer.